# Triumph, Louisiana
Triumph (franska: Triomphe) är en så kallad census-designated place i Plaquemines Parish i delstaten Louisiana. Enligt 2010 års folkräkning hade Triumph 216 invånare.